# Oresbius fulvibasis
Oresbius fulvibasis là một loài tò vò trong họ Ichneumonidae.